# Súper escuela secundaria científica
La súper escuela secundaria científica (スーパーサイエンスハイスクール?)  (siglas en inglés SSH) es un aval que otorga el Ministerio japonés de Educación, Cultura, Deporte, Ciencia y Tecnología (MEXT) a aquellas escuelas de educación secundaria que prioricen la educación en ciencias, tecnología y matemáticas. El programa fue lanzado como parte de las iniciativas sobre ciencias del año 2002. 
Los colegios que obtienen este estatus reciben un incremento en su financiación y son alentados y ayudados a establecer lazos y conexiones con universidades y otras instituciones académicas.
La iniciativa comenzó a llevarse a cabo en el 2002, año en el que 26 colegios de una lista de 77 obtuvieron la calificación de súper escuela secundaria científica.

## Colegios que han obtenido el estatus
- Escuela secundaria Chienkan, Prefectura de Saga.
- Escuela secundaria de Mizusawa, Prefectura de Iwate